# HDDlife
HDDlife — утилита для слежения за исправностью, производительностью, температурой и прочими S.M.A.R.T-атрибутами жёсткого диска.
Программа имеет большое количество рецензий, так как проводился конкурс на получение бесплатного ключа на Pro-версию за отзыв в блоге или на сайте.

## Возможности
К основным возможностям утилиты относятся:
- Контроль исправности жёстких и твердотельных (с версии 4.0[5][3]) дисков с использованием технологии S.M.A.R.T..
- Постоянный фоновый мониторинг состояния дисков[5].
- Отображение температуры жёстких дисков[5].
- Информация о свободном месте на разделах[5].

и другие.

### Сравнение
Оценки аналогичных программ по пятибалльной шкале, по версии журнала «Hard'n'Soft» от апреля 2010 года:
|                                       | Функциональность | Удобство использования | Поддержка русского языка | Бесплатность | Итоговая оценка |
| ------------------------------------- | ---------------- | ---------------------- | ------------------------ | ------------ | --------------- |
| CrystalDiskInfo 3.5.1                 | 5                | 4                      | есть                     | да           | 5               |
| HDDlife Professional 3.1.1.68         | 4                | 5                      | есть                     | нет          | 4,5             |
| HDD Health 3.3 Beta                   | 4                | 4                      | нет                      | да           | 4               |
| Active@ Hard Disk Monitor 1.5.20 Free | 5                | 5                      | есть (неофиц.)           | да           | 5               |
| HD Tune Pro 4.01                      | 4,5              | 5                      | нет                      | нет          | 4               |
| Hard Drive Inspector 3.50             | 4                | 5                      | есть                     | нет          | 4,5             |
| DTemp 1.00                            | 3                | 4                      | нет                      | да           | 4               |